# Niederländische Badmintonmeisterschaft 1996
Die Niederländische Badmintonmeisterschaft 1996 war die 51. Austragung der nationalen Titelkämpfe im Badminton in den Niederlanden.

## Sieger und Finalisten
| Disziplin    | Gold                             | Silber             |
| ------------ | -------------------------------- | ------------------ |
| Herreneinzel | Jeroen van Dijk                  | Joris van Soerland |
| Dameneinzel  | Judith Meulendijks               | Carolien Glebbeek  |
| Herrendoppel | Ron Michels Quinten van Dalm     |                    |
| Damendoppel  | Nicole van Hooren Brenda Conijn  |                    |
| Mixed        | Ron Michels Erica van den Heuvel |                    |